# Eccidio di piazza Tasso

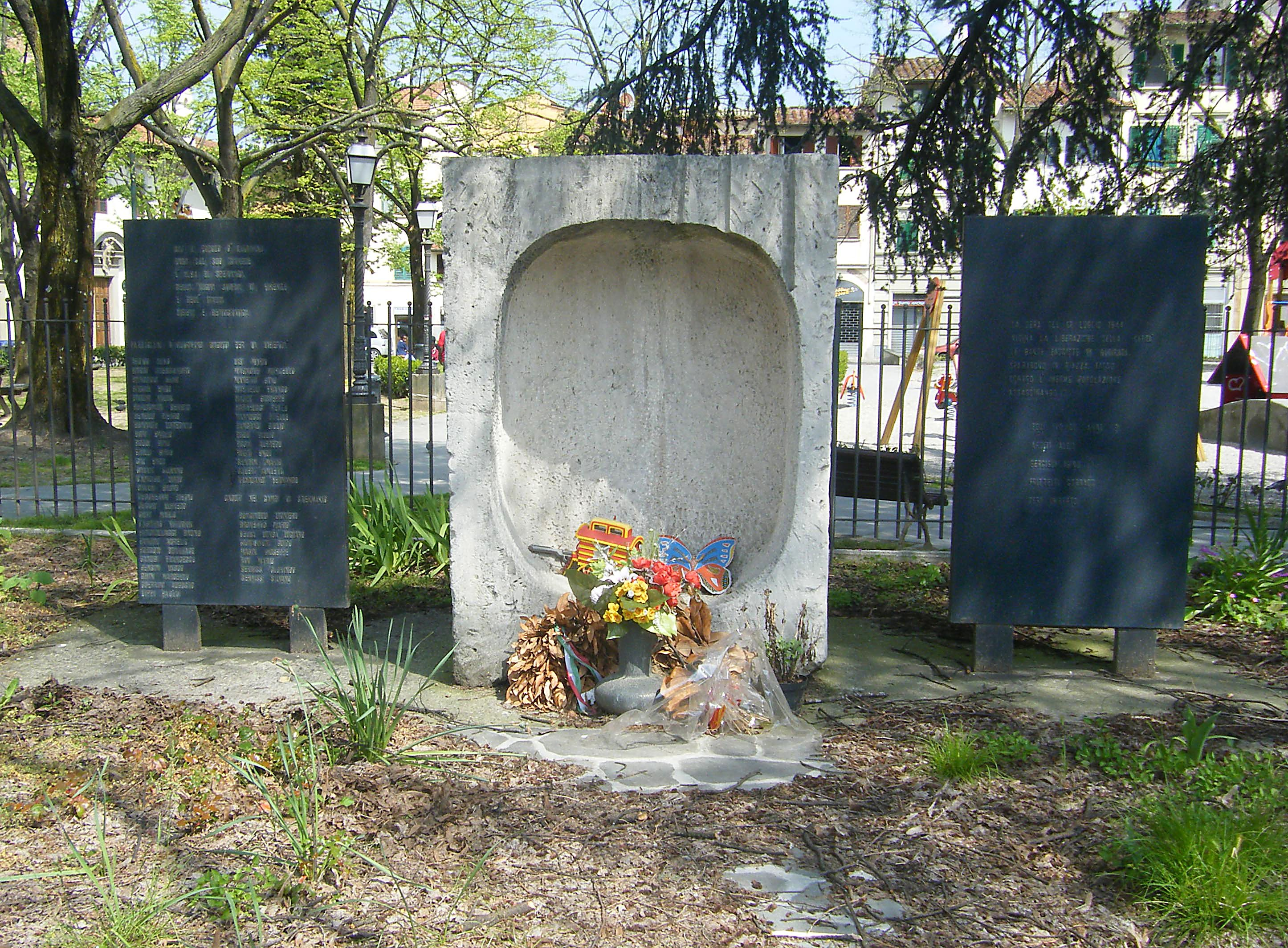
Altra immagine del monumento. Vi sono depositati alcuni giocattoli in ricordo del bambino ucciso

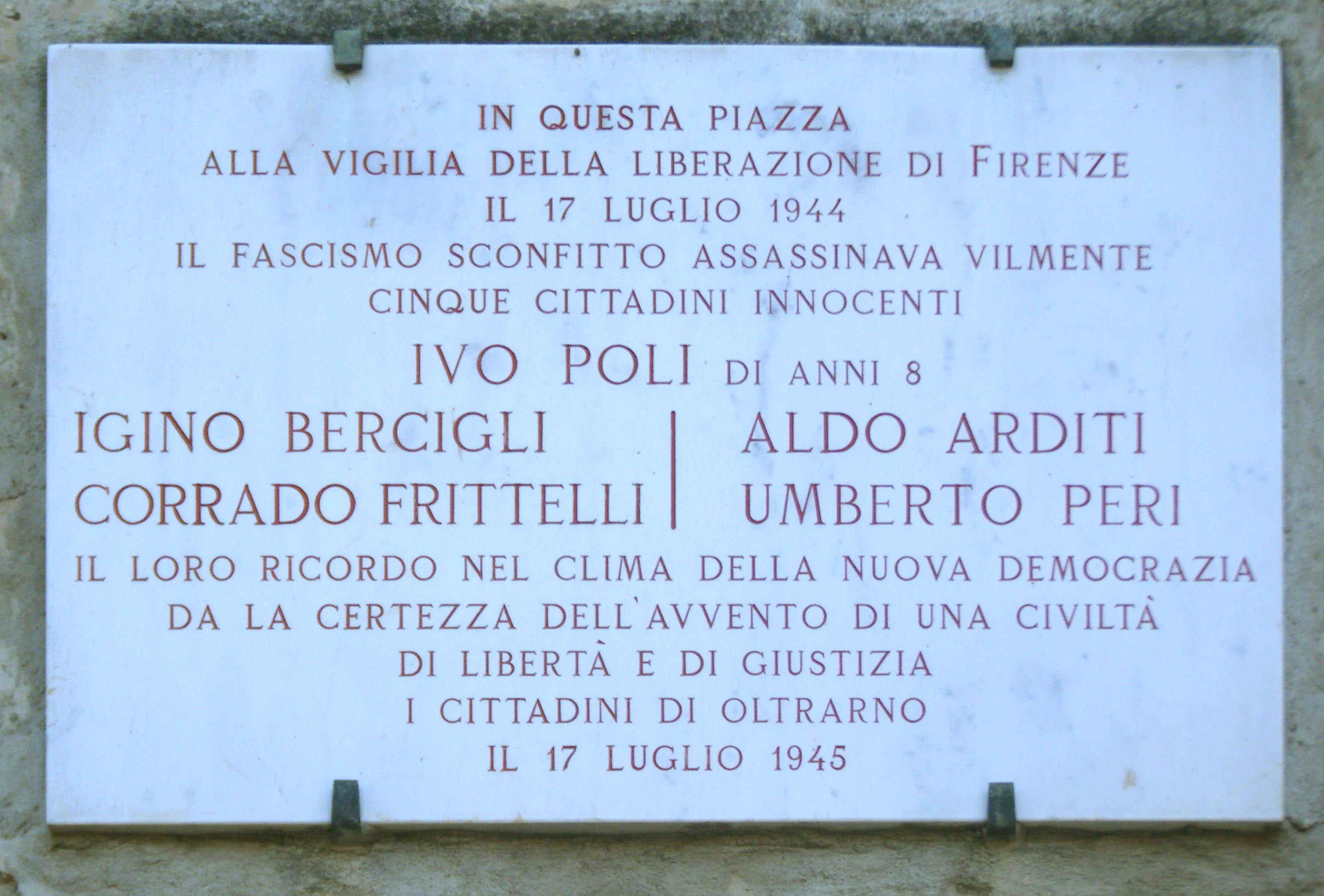
La targa posta all'angolo con il viale Francesco Petrarca

L'eccidio di piazza Tasso a Firenze avvenne nel tardo pomeriggio del 17 luglio 1944 per opera delle milizie repubblicane guidate da Giuseppe Bernasconi, braccio destro del famigerato comandante delle SS italiane Mario Carità.

## Storia
Si tratta di uno degli episodi più controversi tra quelli che hanno preceduto la liberazione di Firenze. Nel tardo pomeriggio del 17 luglio 1944 molti abitanti del quartiere di San Frediano erano in piazza. La strage fu commessa dagli uomini del reparto servizi speciali della Guardia Nazionale Repubblicana (GNR), il nuovo nome assunto dalla milizia fascista sotto la repubblica di Salò, al comando di Giuseppe Bernasconi. Fino a qualche anno fa l'ipotesi più probabile per spiegare l'efferato atto (i fascisti non erano stati molestati o fatti segno di atti ostili da parte della popolazione) era quella di una sanguinosa ritorsione contro un quartiere, San Frediano, di solide tradizioni antifasciste e sostenitore della Resistenza. Almeno questa è la spiegazione fornita da Carlo Francovich, il maggior storico della Resistenza a Firenze, che definisce la strage del 17 luglio 1944 ″l'ultima delle spedizioni punitive cominciate venticinque anni prima", con trasparente allusione alla battaglia ingaggiata il 28 febbraio 1921 tra la popolazione del quartiere da una parte e i fascisti, spalleggiati dall'esercito e dalle forze di polizia, dall'altra. In realtà l'eccidio perpetrato in piazza Torquato Tasso sembra essere stato il sanguinoso epilogo di una vera e propria operazione di polizia avente tutte ″le caratteristiche di un'azione preordinata″. Ancora oggi, però, le dinamiche della strage non sono del tutto chiare e, di conseguenza, anche la ricostruzione degli eventi diverge a seconda delle fonti e delle persone. 
Il raid fascista in piazza Tasso potrebbe rientrare nel quadro delle operazioni condotte dalle forze di sicurezza della RSI che portarono allo smantellamento dell'organizzazione gappista e sappista della città di Firenze a poca distanza dalla liberazione della città: non a caso caddero prigionieri degli apparati repressivi fascisti quattro dirigenti delle Squadre di Azione Patriottica (SAP) della prima, corrispondente all'Oltrarno, delle quattro zone in cui il piano insurrezionale predisposto dal CTLN aveva suddiviso l'agglomerato urbano di Firenze. Si tratta di Valdo Batoni, Renzo Matteucci, Valentino Pancrazi e Alfredo Rosai, i cui corpi, frettolosamente sepolti lungo l'argine dell'Arno, verranno ritrovati soltanto dopo dodici anni in modo del tutto fortuito. Erano stati fucilati dai nazifascisti il 23 luglio 1944 insieme ad altre tredici persone. 
Altre testimonianze, invece, mettono in relazione l'esecuzione della strage con il tentativo di catturare i membri del CLN dell'Oltrarno, la cui sede si trovava nel "Conventino", un edificio sconsacrato posto a due passi da piazza Tasso, che, per tutto il ventennio fascista, era stato un efficace luogo di aggregazione dell'antifascismo fiorentino. Il comandante militare delle SAP della prima zona, Luigi Bonistalli, a proposito delle riunioni del CLN rionale dell'Oltrarno, scrive: ″Un'altra riunione del sottocomitato di liberazione fu tenuta il 17 luglio al "Conventino" con l'inviato del Comando Marte, con i commissari politici e il comandante della prima zona, in cui gli argomenti principali discussi riguardarono l'andamento del fronte e il suo avvicinarsi a Firenze". Secondo questa testimonianza, a cui si aggiunge quella di uno dei frequentatori del "Conventino", il pittore Arnaldo Miniati, che lì aveva il suo laboratorio, la strage di piazza Tasso non sarebbe stata altro che una sorte di effetto collaterale della retata organizzata dal reparto servizi speciali della GNR per catturare i componenti del sottocomitato rionale del CLN. 
Un'altra fonte ci offre però anche una terza chiave di lettura. Parlando degli spacci aperti dalle forze della Resistenza per alleviare la sofferenza alimentare della popolazione fiorentina, in una relazione del comando militare della prima zona, firmata dall'ispettore Cesare Dami, dal comandante militare Luigi Bonistalli e dal commissario politico Giuseppe Molli, si legge: ″Uno spaccio era stato costituito fin dai primi di luglio in piazza Tasso ed era gestito dal compagno Bercigli Igino (componente del comando di zona con funzioni ispettive). Tale attività non era passata inosservata ed era venuta a conoscenza dei nazifascisti, i quali già in quell'epoca (seconda metà di luglio) non osavano intrattenersi isolatamente né risiedere nella zona di Oltrarno che avevano praticamente evacuata, ma pur tuttavia vi facevano delle saltuarie ricognizioni″. Privilegiare quest'ultimo tipo di ricostruzione degli eventi significa con tutta evidenza individuare le ragioni del rastrellamento compiuto dai fascisti il 17 luglio 1944 nella volontà di smantellare il rudimentale sistema di approvvigionamento e rifornimento dei viveri gestito, nell'ambito della prima zona SAP, da Igino Bercigli, un antifascista di lungo corso, che effettivamente figura tra i caduti di piazza Tasso. Oltre a Bercigli, sotto il fuoco degli uomini di Bernasconi rimasero altre quattro vittime: Aldo Arditi, Corrado Frittelli, Umberto Peri e Ivo Poli, un bambino di soli otto anni, alla cui memoria è stata intitolata nel 2016 l'area giochi di piazza Torquato Tasso. La strage è ricordata dal monumento visibile nelle due fotografie in alto e da una targa posta all'angolo tra la piazza ed il viale Francesco Petrarca.